# Canton de la Vallée de l'Orbiel
Le canton de la Vallée de l'Orbiel, précédemment appelé canton de Villemoustaussou, est une circonscription électorale française du département de l'Aude créée par le décret du 21 février 2014 et entrée en vigueur lors des élections départementales de 2015.

## Histoire
Un nouveau découpage territorial de l'Aude entre en vigueur en mars 2015, défini par le décret du 21 février 2014, en application des lois du 17 mai 2013 (loi organique 2013-402 et loi 2013-403). Les conseillers départementaux sont, à compter de ces élections, élus au scrutin majoritaire binominal mixte. Les électeurs de chaque canton élisent au Conseil départemental, nouvelle appellation du Conseil général, deux membres de sexe différent, qui se présentent en binôme de candidats. Les conseillers départementaux sont élus pou six ans au scrutin binominal majoritaire à deux tours, l'accès au second tour nécessitant 12,5 % des inscrits au premier tour. En outre la totalité des conseillers départementaux est renouvelée. Ce nouveau mode de scrutin nécessite un redécoupage des cantons dont le nombre est divisé par deux avec arrondi à l'unité impaire supérieure si ce nombre n'est pas entier impair, assorti de conditions de seuils minimaux. Dans l'Aude, le nombre de cantons passe ainsi de 35 à 19.
Au 1er janvier 2016, le canton de Villemoustaussou devient le canton de la Vallée de l'Orbiel par décret pris le 27 décembre 2015.
Le canton regroupe vingt-deux communes issues des quatre anciens cantons suivants :
- Tout le canton de Mas-Cabardès à l'exception de la commune de Trassanel.
- Quatre communes du canton de Conques-sur-Orbiel : l'ancien chef-lieu de canton Conques-sur-Orbiel, Malves-en-Minervois, Villalier et le nouveau bureau centralisateur, Villemoustaussou.
- Deux communes du canton d'Alzonne : Aragon et Ventenac-Cabardès.
- Une commune du Canton de Carcassonne-Nord : Pennautier.

Le territoire de ce canton coïncide en grande partie avec le bassin de deux rivières affluentes de l'Aude, l'Orbiel et le Trapel.

## Représentation
| Période élective | Période élective | Mandat | Mandat   | Identité          | Nuance | Nuance | Qualité |
| ---------------- | ---------------- | ------ | -------- | ----------------- | ------ | ------ | --- |
| 2015             | 2021             | 2015   | 2021     | Muriel Cherrier   |        | PS     | Fonctionnaire territoriale chargée de la lutte contre la discrimination                                          |
| 2015             | 2021             | 2015   | 2021     | Christian Raynaud |        | PS     | Cadre bancaire Ancien maire de Villemoustaussou (2001-2020)                                                      |
| 2021             | 2028             | 2021   | en cours | Muriel Cherrier   |        | PS     | Conseillère sortante Vice-Présidente du conseil départemental, déléguée à l'insertion sociale et professionnelle |
| 2021             | 2028             | 2021   | en cours | Christian Raynaud |        | PS     | Retraité, conseiller sortant                                                                                     |

### Résultats détaillés

#### Élections de mars 2015
À l'issue du premier tour des élections départementales de 2015, deux binômes sont en ballotage : Muriel Cherrier et Christian Raynaud (PS, 36,38 %) et Loïc Bouzat et Tiphaine Lautrou (FN, 33,05 %). Le taux de participation est de 61,46 % (7 355 votants sur 11 968 inscrits) contre 57,46 % au niveau départemental et 50,17 % au niveau national.
Au second tour, Muriel Cherrier et Christian Raynaud (PS) sont élus avec 56,92 % des suffrages exprimés et un taux de participation de 64,36 % (3 942 voix pour 7 703 votants et 11 968 inscrits).

#### Élections de juin 2021
Le premier tour des élections départementales de 2021 est marqué par un très faible taux de participation (33,26 % au niveau national). Dans le canton de la Vallée de l'Orbiel, ce taux de participation est de 41,29 % (5 233 votants sur 12 674 inscrits) contre 39,73 % au niveau départemental. À l'issue de ce premier tour,  le binôme constitué de Muriel Cherrier et Christian Raynaud (Union à gauche avec des écologistes, 67,25 %), est élu avec 67,25 % des suffrages exprimés.

## Composition
Le canton comprend vingt-deux communes entières.
| Nom                                      | Code Insee | Intercommunalité        | Superficie (km2) | Population (dernière pop. légale) | Densité (hab./km2) | Modifier                                    |
| ---------------------------------------- | ---------- | ----------------------- | ---------------- | --------------------------------- | ------------------ | ------------------------------------------- |
| Villemoustaussou (bureau centralisateur) | 11429      | CA Carcassonne Agglo    | 11,94            | 4 434 (2022)                      | 371                | modifier les données · modifier les données |
| Aragon                                   | 11011      | CA Carcassonne Agglo    | 20,56            | 476 (2022)                        | 23                 | modifier les données · modifier les données |
| Caudebronde                              | 11079      | CC de la Montagne Noire | 6,22             | 220 (2022)                        | 35                 | modifier les données · modifier les données |
| Conques-sur-Orbiel                       | 11099      | CA Carcassonne Agglo    | 25,07            | 2 549 (2022)                      | 102                | modifier les données · modifier les données |
| Fournes-Cabardès                         | 11154      | CC de la Montagne Noire | 12,45            | 52 (2022)                         | 4,2                | modifier les données · modifier les données |
| Les Ilhes                                | 11174      | CC de la Montagne Noire | 4,16             | 61 (2022)                         | 15                 | modifier les données · modifier les données |
| Labastide-Esparbairenque                 | 11180      | CC de la Montagne Noire | 16,77            | 62 (2022)                         | 3,7                | modifier les données · modifier les données |
| Lastours                                 | 11194      | CC de la Montagne Noire | 2,80             | 148 (2022)                        | 53                 | modifier les données · modifier les données |
| Malves-en-Minervois                      | 11215      | CA Carcassonne Agglo    | 4,88             | 880 (2022)                        | 180                | modifier les données · modifier les données |
| Les Martys                               | 11221      | CC de la Montagne Noire | 19,18            | 307 (2022)                        | 16                 | modifier les données · modifier les données |
| Mas-Cabardès                             | 11222      | CC de la Montagne Noire | 9,09             | 173 (2022)                        | 19                 | modifier les données · modifier les données |
| Miraval-Cabardès                         | 11232      | CC de la Montagne Noire | 12,16            | 55 (2022)                         | 4,5                | modifier les données · modifier les données |
| Pennautier                               | 11279      | CA Carcassonne Agglo    | 17,78            | 2 875 (2022)                      | 162                | modifier les données · modifier les données |
| Pradelles-Cabardès                       | 11297      | CC de la Montagne Noire | 20,61            | 160 (2022)                        | 7,8                | modifier les données · modifier les données |
| Roquefère                                | 11319      | CC de la Montagne Noire | 8,06             | 71 (2022)                         | 8,8                | modifier les données · modifier les données |
| Salsigne                                 | 11372      | CC de la Montagne Noire | 11,48            | 388 (2022)                        | 34                 | modifier les données · modifier les données |
| La Tourette-Cabardès                     | 11391      | CC de la Montagne Noire | 5,03             | 22 (2022)                         | 4,4                | modifier les données · modifier les données |
| Ventenac-Cabardès                        | 11404      | CA Carcassonne Agglo    | 10,36            | 959 (2022)                        | 93                 | modifier les données · modifier les données |
| Villalier                                | 11410      | CA Carcassonne Agglo    | 7,70             | 968 (2022)                        | 126                | modifier les données · modifier les données |
| Villanière                               | 11411      | CC de la Montagne Noire | 7,04             | 147 (2022)                        | 21                 | modifier les données · modifier les données |
| Villardonnel                             | 11413      | CC de la Montagne Noire | 16,63            | 510 (2022)                        | 31                 | modifier les données · modifier les données |
| Villegailhenc                            | 11425      | CA Carcassonne Agglo    | 4,78             | 1 687 (2022)                      | 353                | modifier les données · modifier les données |
| Canton de la Vallée de l'Orbiel          | 1119       |                         | 254,75           | 17 204 (2022)                     | 68                 | modifier les données                        |

## Démographie
En 2022, le canton comptait 17 204 habitants, en évolution de +3,06 % par rapport à 2016 (Aude : +2,65 %, France hors Mayotte : +2,11 %).
| 2013   | 2018   | 2022   |
| ------ | ------ | ------ |
| 16 238 | 16 861 | 17 204 |